# 임호균
임호균(任昊均, 1956년 3월 26일 ~ )은 전 KBO 리그 태평양 돌핀스의 선수이다.

## 출신학교
- 인천창영초등학교
- 인천남중학교
- 인천고등학교
- 동아대학교

## 고등학교·대학교 시절
인천광역시 출신으로 인천창영초등학교와 인천남중학교를 거쳐 인천고등학교에 입학한다. 인천고등학교 졸업 후(75년) 실업야구 철도청에서 뛰다가 동아대학교에 입학했으며 1980년 한국전력 팀에 입단하여 실업야구 무대에 재입성했다. 1977년 니카라과에서 열린 대륙간컵 야구 대회 우승에 기여하여, 1978년 박정희 대통령으로부터 체육훈장 제 98호인 백마장을 받았다.
학창 시절부터 면도날 같은 제구력을 보여준 선수로서 그에 관한 많은 일화 중에 홈 플레이트 위의 담배들의 불씨를 마운드에서 던진 공으로 끈 일화는 가장 유명하고 제일 독보적이다. 그만큼 임호균의 제구력은 아마추어 그리고 그의 프로야구 선수 생활까지 그 유명세와 실력이 이어졌다. 제일 뒷받침 될만한 기록으로서는 그 당시 최고의 타선을 자랑하던 해태 타이거즈를 상대로 73구 완봉승 그리고 KBO 리그 역사상 최단 시간 경기였던 롯데(임호균) - 청보전(장명부)이 있다.

## 프로 야구 선수 시절
1982년 야구 월드컵이 끝나고 1983년 1차 3순위 지명을 받아 연고 팀 삼미 슈퍼스타즈에 입단했다. 그 해 평균자책 3.03, 12승(11선발) 15패 2세이브를 기록하여, 재일교포 출신 투수 장명부 선수와 함께 전기 리그 2위, 후기 리그 2위의 성적을 올리는 데 기여하였다. 그 해 시즌 후 11월 권두조 등을 상대로 한 트레이드를 통해 롯데 자이언츠로 이적하였으며, 1984년 시즌 평균자책 2.95, 10승(8선발) 9패의 성적으로 롯데 자이언츠의 첫 한국시리즈 우승에 기여한다. 롯데 자이언츠로 이적한 트레이드는 4 대 1로서 역대 가장 큰 트레이드 중 하나로 손꼽힌다.
1984년부터 1986년까지 롯데 자이언츠, 1987년부터 1990년까지는 청보 핀토스, 태평양 돌핀스에서 활약하고 은퇴했으며 간염 등 여러 가지 이유 탓인지 1988년부터 하락세를 탔는데 구단이 본인(임호균)에게 은퇴를 종용했고 이 과정에서 김성근 당시 태평양 감독과 구단 사이의 '5승 각서 파동'이 벌어졌는데 1990년 7경기에서 승패없이 평균자책점 4.60을 기록하여 시즌 후 은퇴했으며 김성근 감독도 계약기간 1년을 남겨둔 채 감독 자리에서 물러났다.
통산 154경기 44승(40선발) 56패 3세이브 평균자책점 3.23을 기록했다.

## 선수 은퇴 후
1991년에는 MBC에서, 1992년부터 1993년까지 SBS에서 야구 해설가로 활동했다. 1991년에는, KBO 리그 출신 선수 중 최초로 리틀 리그에 속하는 "임호균 야구교실"을 열어 목동야구장에서 많은 어린이들에게 꿈을 실어 주었다. 대한민국 최초의 여자 야구 선수인 안향미 전 여자 야구팀 감독도 "임호균 야구교실"을 거쳤다.
1993년 11월 13일 2년 계약 형식으로  LG 트윈스의 2군 투수코치를 맡아 현장에 복귀했으며 1994년 12월 23일부터 1군 투수코치로 보직을 변경했고 다음 해 말 LG와의 계약이 종료되자 팀을 떠났다. 1996년부터 1998년까지 삼성 라이온즈의 투수코치로 재직했다. 그 때의 마지막 제자가 정현욱이다.
이후 도미하여 미국 플로리다주에 있는 세인트 토마스 대학교 대학원에서 스포츠 마케팅과 매니지먼트를 공부했고, 2010년 5월에 석사 학위를 받았다.
졸업 후 귀국한 그는 임호균 베이스볼 아카데미 연구소를 통하여 2013년 한화 이글스 1차 지명자인 투수 황영국, 그리고 시카고 컵스 산하 마이너 리그 투수 이대은 등을 상대로 특수훈련 및 재활 등을 시켰고 그 와중에 다른 몇몇 실력있는 꿈나무들이 그의 손을 거쳐 갔다.
2015년 8월 15일에는 최계훈 코치가 외국인 선수를 알아보기 위해서 스카우트 팀과 미국으로 떠나는 동안 고양 다이노스의 투수 인스트럭터로 영입됐다. 계약기간은 두달이다.

## 통산 기록
| 연 도          | 소 속          | 나 이          | 승 리 | 패 전 | 승 률 | 평 자 책 | 출 장 | 선 발 | 완 투 | 완 봉 | 세 이 브 | 홀 드 | 이 닝 | 피 안 타 | 피 홈 런 | 볼 넷 | 고 4 | 탈 삼 진 | 몸 맞 | 보 크 | 폭 투 | 실 점 | 자 책 | 타 자 수 | W H I P |
| -------------- | -------------- | -------------- | ----- | ----- | ----- | -------- | ----- | ----- | ----- | ----- | -------- | ----- | ----- | -------- | -------- | ----- | ---- | -------- | ----- | ----- | ----- | ----- | ----- | -------- | ------- |
| 1983           | 삼미           | 28             | 12    | 15    | .444  | 3.03     | 35    | 29    | 15    | 1     | 2        | 0     | 234.2 | 231      | 16       | 52    | 1    | 86       | 6     | 1     | 1     | 94    | 79    | 954      | 1.21    |
| 1984           | 롯데           | 29             | 10    | 9     | .526  | 2.95     | 27    | 24    | 9     | 0     | 0        | 0     | 161.2 | 151      | 9        | 80    | 2    | 44       | 3     | 0     | 2     | 64    | 53    | 692      | 1.43    |
| 1985           | 롯데           | 30             | 10    | 10    | .500  | 3.23     | 27    | 25    | 3     | 1     | 0        | 0     | 145.0 | 136      | 8        | 77    | 0    | 43       | 0     | 0     | 3     | 63    | 52    | 617      | 1.47    |
| 1986           | 롯데           | 31             | 3     | 8     | .273  | 3.32     | 19    | 16    | 2     | 0     | 0        | 0     | 89.1  | 95       | 4        | 46    | 1    | 27       | 4     | 0     | 4     | 40    | 33    | 395      | 1.58    |
| 1987           | 청보           | 32             | 9     | 10    | .474  | 3.78     | 27    | 21    | 11    | 1     | 0        | 0     | 173.2 | 185      | 8        | 80    | 9    | 38       | 6     | 0     | 8     | 80    | 73    | 748      | 1.53    |
| 1988           | 태평양         | 33             | 0     | 3     | .000  | 7.07     | 5     | 4     | 0     | 0     | 0        | 0     | 14.0  | 23       | 1        | 10    | 0    | 4        | 0     | 0     | 1     | 13    | 11    | 68       | 2.36    |
| 1989           | 태평양         | 34             | 0     | 1     | .000  | 2.40     | 7     | 1     | 0     | 0     | 1        | 0     | 15.0  | 13       | 0        | 6     | 1    | 6        | 2     | 0     | 0     | 7     | 4     | 64       | 1.27    |
| 1990           | 태평양         | 35             | 0     | 0     | ----  | 4.60     | 7     | 0     | 0     | 0     | 0        | 0     | 15.2  | 14       | 0        | 6     | 0    | 4        | 1     | 0     | 1     | 9     | 8     | 67       | 1.28    |
| KBO 통산 : 8년 | KBO 통산 : 8년 | KBO 통산 : 8년 | 44    | 56    | .440  | 3.32     | 154   | 120   | 40    | 3     | 3        | 0     | 849.0 | 848      | 46       | 357   | 14   | 252      | 22    | 1     | 20    | 370   | 313   | 3605     | 1.42    |

- 시즌 기록 중 굵은 글씨는 해당 시즌 리그 최고 기록

## 주요 기록
- 1987년 해태전에서 73구 완봉승 (청보)
- 1985년 청보전에서 1시간 33분(99분)으로 완봉승 - 최단시간 경기(롯데)

## 수상경력
- 1978년 박정희 대통령으로부터 대한민국 체육 훈장 백마장 수상
- 1982년 서울 세계야구선수권 대회에서 최고 방어율 상 수상 (0.00) (국가대표)

## 참조
1. ↑  삼미 투수 임호균[깨진 링크(과거 내용 찾기)] 《스포츠춘추》, 2009년 4월 13일 박동희 기자 작성
2. ↑  "초창기 역대 최고의 트레이드" - Naver 뉴스 라이브러리
3. ↑  김원익 (2012년 9월 20일). “[전설을 찾아] 임호균, “김성근 감독 5승 각서 원하지 않았다” 下”. MK스포츠. 2020년 4월 14일에 확인함.
4. ↑  연합 (1993년 11월 14일). “박종훈·임호균씨 LG와 코치 계약”. 전북도민일보. 2024년 9월 8일에 확인함.
5. ↑  “LG트윈스 코치진 계약완료”. 한겨레신문. 1994년 12월 24일. 2024년 9월 8일에 확인함.
6. ↑  임호균 “잘 자란 제자 현욱 뿌듯” - 동아일보
7. ↑  "'한화의 선택’ 황영국, `8개월 전만 해도…`" - MK 스포츠
8. ↑  임호균 "너의 폼으로 돌아오는 구나" - MK 스포츠
9. ↑  `이대은 스승` 임호균, NC 인스트럭터 부임 - MK 스포츠